# 無極志玄

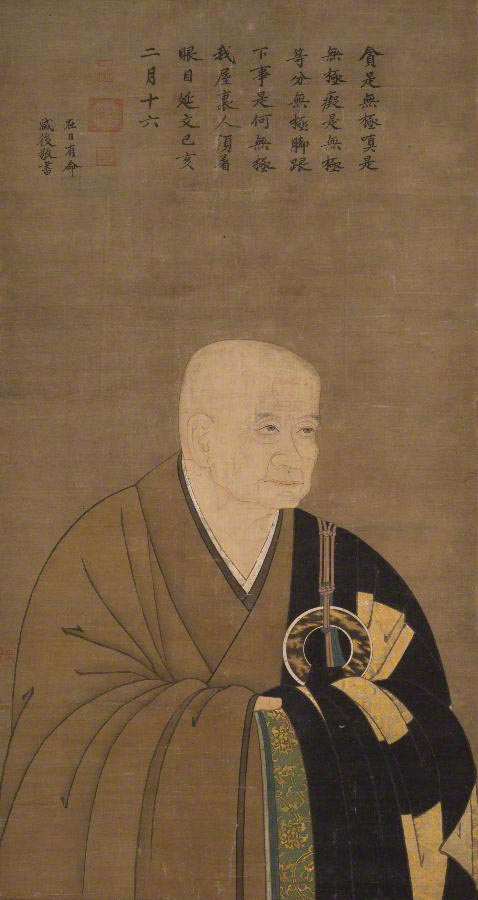
無極志玄像 (慈済院蔵) 重要文化財

無極 志玄（むきょく しげん、弘安5年（1282年）- 延文4年/正平14年2月16日（1359年3月15日））は、鎌倉時代後期から南北朝時代にかけての臨済宗の僧。父は順徳天皇の孫尊雅王。諱は志玄。道号は無極。諡号は仏慈禅師。
13歳のとき京都安部の願成寺で出家・得度し、東寺・東福寺などで修学した。その後、夢窓疎石の門に入り南禅寺や臨川寺に住した。貞和2年/興国7年（1346年）、疎石の法を継いで京都天竜寺の第2世となった。